# Nihil
Nihil är en skiva med det tyska industrial bandet KMFDM och släpptes 1995.

## Låtlista
| Nr  | Titel              | Längd | Notering                                    |
| --- | ------------------ | ----- | ------------------------------------------- |
| 1.  | Ultra              |       | Durante/Esch/Konietzko/Schulz/Shepard/Watts |
| 2.  | Juke Joint Jezebel |       | Esch/Konietzko/Schulz/Watts                 |
| 3.  | Flesh              |       | Esch/Konietzko/Schulz/Watts                 |
| 4.  | Beast              |       | Konietzko/Schulz                            |
| 5.  | Terror             |       | Durante/Esch/Konietzko/Schulz/Shepard/Watts |
| 6.  | Search & Destroy   |       | Esch/Konietzko/Schulz                       |
| 7.  | Disobedience       |       | Durante/Esch/Konietzko/Schulz/Shepard/Watts |
| 8.  | Revolution         |       | Esch/Konietzko/Schulz                       |
| 9.  | Brute              |       | Esch/Konietzko/Schulz/Watts                 |
| 10. | Trust              |       | Konietzko/Schulz                            |

## Medverkande
- Sascha Konietzko: Elektronik, sång (1-7, 9, 10), bas (6), trummor (10)
- En Esch: Sång (1-3, 5-8), gitarr (1, 3, 6), trummor (6, 9), hi-hat (2), cymbal (3), munspel (5)
- Günter Schulz: Gitarr, sång (2, 6), bas (5)
- Raymond Watts: Sång (1-3, 5, 7, 9), bas (5), trummaskin (5)
- Mark Durante: Steelgitarr (1, 7), gitarr (5, 7, 9)
- Bill Rieflin: Trummor (1, 3, 7)
- Dorona Alberti: Sång (4, 8, 10)
- Jennifer Ginsberg: Sång (2)
- Jim Christiansen: Trombon (7)
- Jeff Olson: Trumpet (7)
- Fritz Whitney: baraton-Saxofon (7)